# Effet de surprise
 (novembre 2017).
Si vous disposez d'ouvrages ou d'articles de référence ou si vous connaissez des sites web de qualité traitant du thème abordé ici, merci de compléter l'article en donnant les références utiles à sa vérifiabilité et en les liant à la section « Notes et références ».
Un effet de surprise est une expression employée pour qualifier dans des champs fort différents (discours, arts, jeux vidéo, stratégie militaire)  un même phénomène d'étonnement, de stupeur et de désorganisation chez celui qui subit le dit effet.

## Stratégie militaire
Plusieurs batailles font état d'un effet de surprise : Bataille de Blain, Bataille de Falkirk (1746), Front italien, Stratégie du saute-mouton, Opération Ferdinand.

## En créativité
La créativité peut être définie comme l'art de la surprise.
C'est une composante essentielle de l'originalité.

## En rhétorique
L'effet de surprise est parmi les effets de manche, un procédé de déstabilisation. (Cf. Arthur Schopenhauer, L'art d'avoir toujours raison.)

## Dans les arts du spectacle
Sur les planches, on parle de coup de théâtre. Le Septième art recourt à des « twist » finaux. Exemple célèbre : Usual Suspects. Mais ici, l'usage n'est pas aussi propre que dans Psychose où le personnage principal est assassiné au milieu du film. De même, oser tuer un enfant, comme dans Stalingrad, est un véritable effet de surprise car il y a là transgression des règles de scénarisation implicites.

## En littérature
Un bel usage de l'effet se trouve dans Bouvard et Pécuchet lors du dévoilement du jardin. Dans son style concis, Gustave Flaubert transmet le saisissement instantané provoqué par le lever de rideau sur les convives horrifiés : « C'était dans le crépuscule quelque chose d'effrayant ».